# Spiroplasma
Spiroplasma — рід бактерій, єдиний у родині Spiroplasmataceae.

## Опис
Дрібні бактерії без клітинних стінок. Для них характерні простий обмін речовин, паразитичний спосіб життя, морфологія колоній за типом «яєчні» і невеликий геном, але вони мають характерну спіральну морфологію, на відміну від роду мікоплазма. Більшість спіроплазм живуть у кишечнику і гемолимфі комах або у флоемі рослин. Спіроплазми вимогливі до поживного середовища. Як правило, вони добре ростуть при температурі 30 °C, а не при 37 °С. Але деякі види, зокрема Spiroplasma mirum, добре ростуть при 37 °С (температура людського тіла) і можуть викликати катаракту та неврологічні порушення у новонароджених мишей.  Spiroplasma citri  є збудником стабборна цитрусових, а Spiroplasma kunkelii — збудником захворювання затримки росту кукурудзи.